# Кръстан Раковски
Кръстан Лашов Раковски е български политик.

## Биография
Роден е през 1898 г. в софийското село Кривина. От 1917 г. е член на БКП. От 1918 до 1923 г. е член на Окръжния комитет на БКП в Елин Пелин. От 1928 до 1930 г. е член на ЦК на БКП, а от 1929 до 1930 г. е секретар на ЦК на БКП. Арестуван е през 1930 г. и лежи в затвора до 1933 г. През 1935 г. отново е арестуван и лежи в затвора до 1941 г. От 1942 до 1943 г. е интерниран в лагери. Между 1943 и 1944 г. е член на Районен комитет на БКП. След 9 септември 1944 г. работи последователно в Окръжния комитет на БКП в Елин Пелин и в Окръжния комитет на ОФ там..